# JUKE BOX (井上苑子のアルバム)
『JUKE BOX』（ジュークボックス）は、井上苑子の2枚目のオリジナル・アルバム。2017年12月6日にEMI RECORDSから発売された。

## 収録曲

### CD
1. せかいでいちばん
作詞・作曲：水野良樹
2. ナツコイ
作詞・作曲：井上苑子・中村瑛彦
ジョンソン・エンド・ジョンソン「アキュビュー」CMソング
テレビ東京系「こえ恋」エンディングテーマ
3. HeartBeat
作詞・作曲：秋浦智裕
4. 恋歌
作詞・作曲：井上苑子・中村瑛彦
5. スタート!
作詞・作曲：井上苑子・中村瑛彦
6. 可愛くなってもいいですか
作詞：井上苑子、作曲：井上苑子・生本直毅
7. どんなときも。
作詞・作曲：槇原敬之
槇原敬之の楽曲をカバー。
サムスン電子スマートフォン「Galaxy S7 edge」テレビCMソング
8. メッセージ
作詞・作曲：井上苑子・中村瑛彦
9. テレパシー
作詞・作曲： 永野小織(CWF)・幕須介人・KIKI・バンビーナ・Ryo Ito
10. SHAKE
作詞・作曲：井上苑子・中村瑛彦
11. ねぼう
作詞・作曲：白戸佑輔(Dream Monster)
12. エール
作詞：井上苑子、作曲：白戸佑輔
13. なみだ
作詞・作曲：井上苑子・柳沢亮太
14. 君がいればOK!~サマサマキュンキュン大作戦~
作詞・作曲：井上苑子・中村瑛彦

### DVD
1. いのうえ夏祭り2017
2. ドキュメントムービー